# Tang Enbo
Tang Enbo (湯恩伯, 20 septembre 1898 - 29 juin 1954) est un général du Kuomintang qui fut, avec Hu Zongnan et Xue Yue, l'un des généraux les plus craints et respectés par les Japonais durant la seconde guerre sino-japonaise.

## Biographie

### Formation et guerre contre les Japonais
Né en 1898 au Zhejiang, Tang Enbo est diplômé de l'académie de l'armée impériale japonaise où il se familiarise avec les tactiques de ses futurs ennemis japonais. Ses premières résistances à l'invasion japonaise sont cependant inefficaces, à cause surtout de la situation politique de la Chine - son supérieur Tchang Kaï-chek est réticent à envoyer ses meilleures troupes contre les Japonais et préfère se concentrer sur l'extermination du Parti communiste chinois. Limités en troupe et en matériel, les commandants ont les plus grandes difficultés à combattre un ennemi supérieur, et Tang Enbo ne fait pas exception. De plus, les stratégies préparées sont rarement appliquées sur le champ de bataille car les seigneurs de la guerre locaux sont surtout préoccupés de préserver leurs forces et ignorent largement les ordres de Tchang Kaï-chek. Bien que Tang ait contribué à la victoire lors de la bataille de Taierzhuang, il est incapable de stopper les attaques japonais durant l'opération Ichi-Go de 1944, perdant 37 villes en 36 jours.

### Guerre civile
Après la Seconde Guerre mondiale, il participe à la lutte contre les communistes qui tentent de le convaincre à leur cause. Il est d'abord hésitant en raison de ses échecs militaires mais sa quatrième concubine le convainc très vite de s'engager fermement derrière Tchang Kaï-chek et de rester dans le Kuomintang. Ainsi, il informe son supérieur que son professeur Chen Yi lui a demandé de rejoindre les communistes et Chen est arrêté et exécuté à Taipei le 18 juin 1950. Mais Tang Enbo a maintenant perdu la confiance de Tchang Kaï-chek et sa situation empire lorsque d'autres cadres nationalistes comme Gu Zhenggang (谷正纲) découvrent et révèlent à Tchang Kaï-chek que durant la campagne de Shanghai (en) de 1949, Tang s'était préparé à fuir au Japon en demandant à Wang Wencheng (王文成) et Long Zuoliang (龙佐良) de lui rechercher une maison là-bas.

### Mort
Le 6 mai 1949, un proche ami de Tang remet, par l'intermédiaire d'un contact américain, 500 000$ à Wang Wencheng et Long Zuoliang au Japon. En juillet 1949, les deux hommes achètent une maison de 22 pièces dans la banlieue de Tokyo. Cette nouvelle est cependant rendue accidentellement publique le 2 février 1950 lorsque Reuters éditent les nouvelles à Tokyo en affirmant que Tchang Kaï-chek avait acheté une maison par l'intermédiaire d'un officier chinois haut gardé. Il est possible que les ennemis politiques de Tang au sein du Kuomintang ont longtemps traqué chacun de ses mouvements en attendant l'opportunité de l'abattre publiquement. Tang est ainsi totalement discrédité aux yeux de Tchang Kaï-chek qui déclare « Pas étonnant que notre défaite fut si rapide à Shanghai et sur la côte Sud — il (Tang Enbo) se préparait déjà à fuir ».
Après avoir rejoint Taïwan avec le gouvernement nationaliste en déroute, Tang Enbo tombe malade et est envoyé au France pour recevoir un traitement. Il meurt cependant à Paris en 1954 après avoir été opéré.

## Carrière militaire
- 1932 - Commandant de la 89e division au Henan
- 1937 - Commandant en chef des forces de front de Taiyuan
- 1937 - Commandant 1938 du XIIIe corps
- 1937 - Commandant 1938 de la 20e armée
- 1938 - Commandant en chef du 31e groupe d'armées
- 1944 - Vice-commandant en chef de la 1re zone de guerre
- 1944 - Vice-commandant en chef de la 4e zone de guerre
- 1944 - Commandant en chef de la 3e armée de front
- 1949 - Commandant en chef de la défense de Shanghai